# Овим побеђуј
Овим побеђуј (стгрч. ἐν τούτῳ νίκα; лат. In hoc signo vinces) су речи које су се јавиле цару Константину уочи важне битке код Милвијског моста.
Историчар епископ Јевсевије Кесаријски, наводи да је Константин, док је водио војску у битку, видео крст у светлу изнад сунца, заједно са грчким речима ἐν τούτῳ νίκα (овим побеђуј).
Испрва, Константин није могао да протумачи визију, али је, следеће вечери, имао сан у коме му је Христ објаснио да треба да користи знак крста против својих непријатеља. Јевсевије даље описује како лабарум, Константинов војни стег у каснијим ратовима против Лицинија, садржи Христов монограм. Иако се сведочења Јевсевија и Лактанија не слажу у свему, оба повезују Константинову визију са вечери пре битке код Милвијског моста 312. године.
Хришћанска црква сматра да је духовно искуство младог цара Константина објединило цареву победу са победом Христа.